# Synactia carbonata
Synactia carbonata là một loài ruồi trong họ Tachinidae.